# Campeonato Europeo de Vóley Playa de 2020
El XXVIII Campeonato Europeo de Vóley Playa se celebró en Jūrmala (Letonia) entre el 15 y el 20 de septiembre de 2020 bajo la organización de la Confederación Europea de Voleibol (CEV) y la Federación Letona de Voleibol.
Las competiciones se realizaron en un estadio temporal construido en la playa Majori de la ciudad letona.

## Calendario
| FP | Fase preliminar | 1/16 | Dieciseisavos de final | 1/8 | Octavos de final | 1/4 | Cuartos de final | 1/2 | Semifinales | F | Finales |

| Septiembre de 2020 | 15 Mar | 16 Mié | 17 Jue     | 18 Vie     | 19 Sáb  | 20 Dom  |
| ------------------ | ------ | ------ | ---------- | ---------- | ------- | ------- |
| Torneo masculino   | —      | FP     | FP         | 1/16 y 1/8 | 1/4     | 1/2 y F |
| Torneo femenino    | FP     | FP     | 1/16 y 1/8 | 1/4        | 1/2 y F | —       |

## Medallistas
| Evento            | Oro                                        | Plata                                             | Bronce                                           |
| ----------------- | ------------------------------------------ | ------------------------------------------------- | ------------------------------------------------ |
| Masculino (20.09) | Anders Mol · Christian Sørum · Noruega     | Viacheslav Krasilnikov · Oleg Stoyanovski · Rusia | Paolo Nicolai · Daniele Lupo · Italia            |
| Femenino (19.09)  | Joana Heidrich · Anouk Vergé-Dépré · Suiza | Kim Behrens · Cinja Tillmann · Alemania           | Nadezhda Makroguzova · Svetlana Jolomina · Rusia |

## Medallero
| Núm. | País     | Oro | Plata | Bronce | Total |
| ---- | -------- | --- | ----- | ------ | ----- |
| 1    | Noruega  | 1   | 0     | 0      | 1     |
| 1    | Suiza    | 1   | 0     | 0      | 1     |
| 3    | Rusia    | 0   | 1     | 1      | 2     |
| 4    | Alemania | 0   | 1     | 0      | 1     |
| 5    | Italia   | 0   | 0     | 1      | 1     |
|      | TOTAL    | 2   | 2     | 2      | 6     |